# Хала Оливија
Хала Оливија је дворана у Гдањску, Пољска. Примарно се користи као дворана за хокеј у којој игра ХК Стоцниовец. У овој хали игра и кошаркашки клуб Проком Трефл своје Евролигашке утакмице. Хала Оливија је отворена 1970. године и капацитета је 5,500 места.
У овој дворани ће утакмице Б групе на Евробаскету 2009. играти репрезентације Русије, Летоније, Немачке и екипе из додатних квалификација. Налази се у близини Гдањског универзитета.